# 核小体改构复合体
核小体改构复合体(Nucleosome remodeling complex)是一类是具有DNA激活的ATP酶活性的复合体，它们通过重构核小体的组蛋白核心或改变DNA 链在核小体上的位置来增加启动子序列与转录因子的可接触性，从而激活基因转录。
另一类是组蛋白乙酰转移酶家族（HATs），可以对核心组蛋白N-端尾巴上的赖氨酸残基进行乙酰化修饰，以此调节基因转录。